# Mambéré-Kadéï
Mambéré-Kadéï ist eine Präfektur der Zentralafrikanischen Republik mit der Hauptstadt Berbérati. Die Größe der Präfektur beträgt 13.740 km². Mit Stand 2022 wurden 273.166 Einwohner gemeldet. Im Jahr 2020 wurden einige Gebiete aus der Präfektur Mambéré-Kadéï ausgegliedert und bilden jetzt die Präfektur Mambéré.
Mambéré-Kadéï ist unterteilt in 4 Subpräfekturen (jeweils mit ihrer Hauptstadt in Klammern):
- Berbérati (Berbérati)
- Dédé-Mokouba (Dédé-Mokouba)
- Gamboula (Gamboula)
- Sosso-Nakombo (Sosso-Nakombo)

## Geografie
Die Präfektur liegt im Westen des Landes und grenzt im Norden an die Präfektur Mambéré, im Süden an die Präfektur Sangha-Mbaéré und im Westen an Kamerun.